# المجوز
المجوز، آلة موسيقية تقليدية ترافق المجوز رقصات الدبكة والأغاني الشعبية في بلاد الشام (الأردن، لبنان، سوريا، فلسطين)، ويعني الاسم «المزدوج»، لأنها قصيرة تتكون من أنبوبين اثنين من القصب يتساويان في الطول، ولكل منهما خمسة أو ستة ثقوب صغيرة للإصبع. يتطلب العزف تقنية خاصة تعرف باسم «التنفس الدائري» الذي يمكن العازف من الاستمرار وإصدار صوت متّصل دون أن يضطر إلى التوقف للشهيق. ويميّز بين المجوز والأرغول (أو اليرغول)، وهو عبارة من أنبوبة قصيرة واحدة تتكون من خمسة إلى ستة ثقوب، وتخرج صوتا قريبا لصوت المجوز.

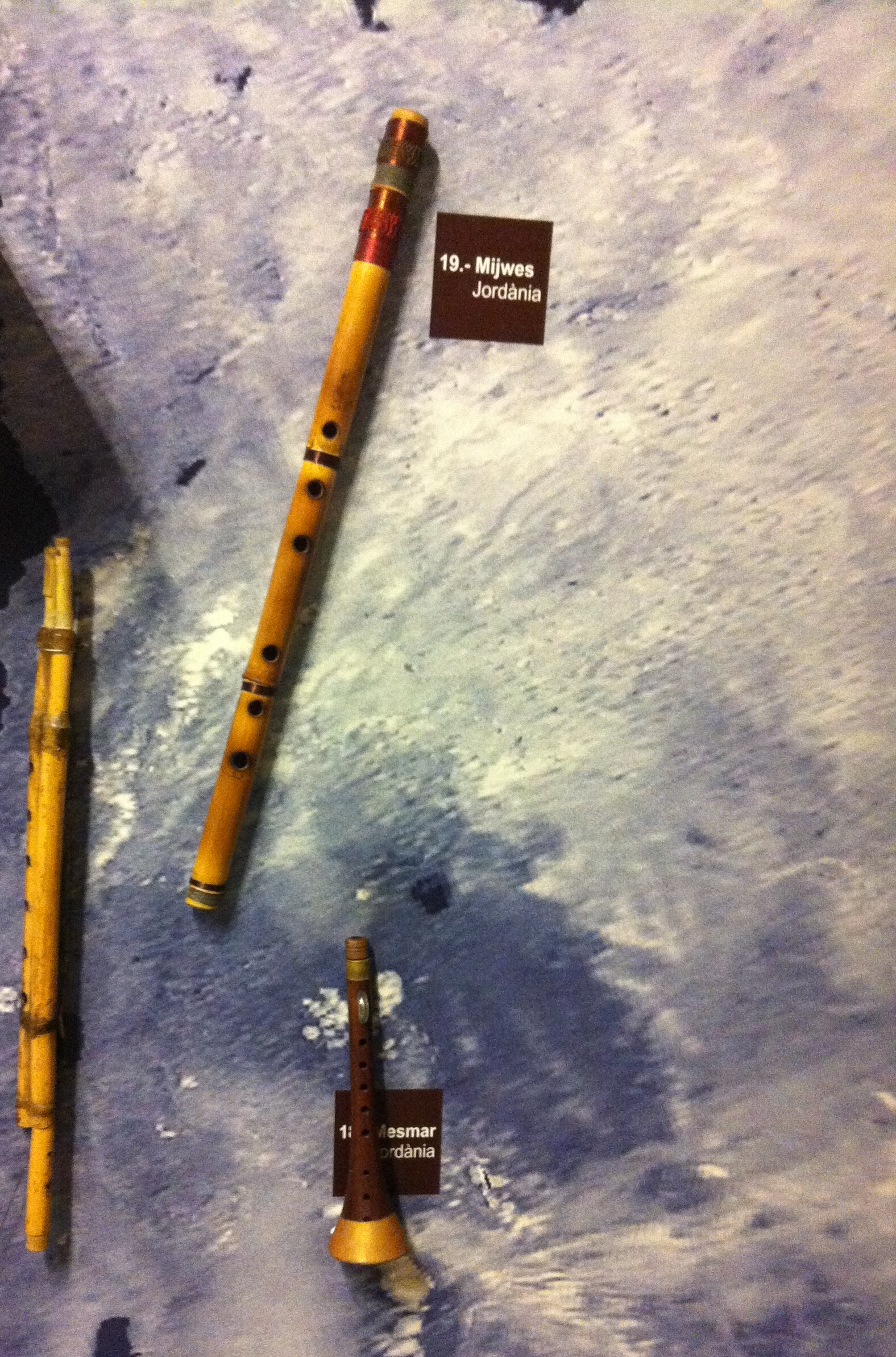
شبّابة ومجوز وأرغول.

## أداؤها
يعزف المجوز في الأفراح مرافقا أبيات العتابا والمواويل، على سبيل المثال في ليلة الحنا أو ما يسمى بالتعليلة وهي آخر ليلة في العزوبية عند الرجل. يأتي النافخون بالمجوز أو المنجنيرة وهي الآلة الموسيقية الثانية بعد الطبلة في الأهمية. تبدأ الدبكة حركتها بالرجل اليسرى وتنتهي أيضا باليسرى وتمتاز بإيقاعها السريع وتدبك على أنغام المجوز وبشكل أقل على أنغام اليرغول.

## الشعر والمجوز
- الشعر في المجوز الأردني (قصيدة الميجانا):

- الشعر في المجوز الحوراني (إربد ودرعا) (مراسيل) من كتابة علي سرحان:[5]

- الشعر في المجوز الفلسطيني (يا ظريف الطول):

- الشعر في بادية الشام:

## المجوز في بلاد الشام

### فلسطين
يعتبر من التراث الشعبي الفلسطيني فيتم تقديمه على فقرات متنوعة من الدبكات الفلسطينية، كل منها يحمل لونا مختلفا عن الآخر. كما تتماهى العناصر الفنية مع نغمات موسيقى الآلات الشعبية «المجوز» و«اليرغول» التي يتم تقديمها. ومن الدبكات المعروفة دبكة «حلالي مالي» و«السحجة» وهي رقصات شعبية تقدم في المناسبات والأفراح، وتشتهر بهما منطقة جنين، بينما دبكة «الواحدة ونص» و«الشعراوية» تعبر عن فن الضفة وبعض مناطق الشمال.ودبكة فلسطين تشترك فيها كل مناطق البلد، لأنها ترصد الواقع الاجتماعي والسياسي بحس وطني ونفس ثوري.
المجوز في التراث الفلسطيني
المجوز هو آلة موسيقية نفخية تقليدية ذات أهمية كبيرة في التراث الموسيقي الفلسطيني، وتعد من أبرز الأدوات المستخدمة في الفلكلور الشعبي، خاصة في المناطق الريفية والقرى الفلسطينية. يعود استخدام المجوز في فلسطين إلى قرون مضت، حيث كان جزءًا لا يتجزأ من الاحتفالات الشعبية، ولا سيما في الأعراس والمناسبات الاجتماعية المختلفة.
في السياق الفلسطيني، يُستخدم المجوز بشكل رئيسي في مرافقة رقصات الدبكة الشعبية، وهي رقصة تقليدية جماعية تتميز بالإيقاعات الحيوية والحركات المتناسقة، وتعد من أهم مظاهر الفرح الجماعي والتعبير الثقافي في المجتمع الفلسطيني. يرافق المجوز الدبكة بنغماته الحادة والمميزة، والتي تميز الأداء وتجعل الموسيقى أكثر حماسًا وإيقاعًا.
المجوز في فلسطين يتميز بصوته القوي والحاد، ما يجعله مناسبًا للمناسبات الخارجية والاحتفالات التي تحضرها أعداد كبيرة من الناس. وعادة ما يعزف إلى جانب آلات أخرى تقليدية مثل اليرغول والدفوف، مكونًا نسيجًا صوتيًا متكاملاً يعكس التراث الموسيقي الفلسطيني الأصيل.
تُصنع آلات المجوز في فلسطين يدوياً من مواد طبيعية مثل القصب والخشب، حيث يتطلب صنعها مهارة عالية لضبط الصوت والنغمات بشكل دقيق. كما تتنوع أشكال وتصاميم المجوز بين المناطق الفلسطينية المختلفة، مما يعكس التنوع الثقافي داخل فلسطين.
يُعتبر المجوز رمزًا ثقافيًا يعكس الروح الجماعية والتقاليد الفلسطينية، إذ يرافقه في العادة عازفون محترفون لهم دور اجتماعي بارز في الحفاظ على التراث الموسيقي ونقله من جيل إلى جيل. وبالرغم من ظهور آلات موسيقية حديثة، إلا أن المجوز ما زال يحتفظ بمكانته في الفولكلور الفلسطيني ويشهد انتعاشًا في الحفلات والفعاليات التراثية.
إلى جانب دوره الموسيقي، للمجوز في فلسطين دلالة اجتماعية وثقافية، حيث يجسد الوحدة والتواصل بين أفراد المجتمع، ويعزز من الهوية الوطنية عبر الفنون الشعبية التي تحافظ على التراث الفلسطيني وسط التحديات المختلفة التي تواجه المجتمع.

### الأردن
يعتبر المجوز من الغناء التقليدي الفلكلوري المنتشر في أرياف ومدن الأردن، وخاصة في مدن إربد، الرمثا وجرش وفي بلدات ومدن الشمال والوسط لا بل أن هذا الغناء قد دخل كافة المدن الأردنية بقوة. حيث جاءت أغاني الريف أكثر سرعة ورشاقة وزخرفة منها في البادية بحكم الإيقاع الحياتي المتحرك النشط في مواسمها ومناسباتها. وتُؤدّى غالبية القوالب الموسيقية الريفية بشكل جماعي حيث ترافقها الرقصات (الدبكات) الشعبية المنتشرة على مساحة الأردن ويتقنها السواد الأعظم من الأردنيين. ومن قوالبه: دلعونا، زريف الطول، المهاهاه، العتابا، الميجنا، الجفرة، علاّ وْعلاّ، وغيرها.
من دبكات المجوز دبكة الجوفية وهي تعتمد على وقوف الدبيكة على شكل صفين متقابلين الصف الأول يغني والثاني يرد عليه بأغانٍ شعبية أردنية، وغالباً ما يغني الصف الأول الشطر الأول ويرد عليه الصف الثاني بالشطر الثاني. وهناك أيضا دبكة الغوارنة وتسمى أيضا بدبكة ديرعلا. تكون الأيدي مشبوكة على الأكتاف وتمتاز بالسرعة الفائقة والحركات المتعددة.
يعبر المجوز عن ملامح الفلكلور الأردني، حيث تقدم دبكة «المجوز» من الشمال، ودبكة «المعانية» من الجنوب، ودبكة «المهابيش» و«السيوف» و«الدلعونة» في الأفراح والمناسبات الوطنية. يعتبر المجوز في إربد مشابه لمجوز أهالي درعا والرمثا ويطلق عليه اسم المجوز الحوراني نسبة إلى منطقة حوران

### فلسطين
يعتبر من التراث الشعبي الفلسطيني فيتم تقديمه على فقرات متنوعة من الدبكات الفلسطينية، كل منها يحمل لونا مختلفا عن الآخر. كما تتماهى العناصر الفنية مع نغمات موسيقى الآلات الشعبية «المجوز» و«اليرغول» التي يتم تقديمها. ومن الدبكات المعروفة دبكة «حلالي مالي» و«السحجة» وهي رقصات شعبية تقدم في المناسبات والأفراح، وتشتهر بهما منطقة جنين، بينما دبكة «الواحدة ونص» و«الشعراوية» تعبر عن فن الضفة وبعض مناطق الشمال.ودبكة فلسطين تشترك فيها كل مناطق البلد، لأنها ترصد الواقع الاجتماعي والسياسي بحس وطني ونفس ثوري.